# Orraya occultus
Orraya occultus is een hagedis die behoort tot de gekko's en de familie Carphodactylidae.

## Naam en indeling
De wetenschappelijke naam werd voor het eerst voorgesteld door Patrick J. Couper, Jeanette Covacevich en Craig Moritz in 1993. De soort werd vroeger tot het geslacht Saltuarius gerekend, maar dit wordt beschouwd als verouderd. Orraya occultus werd door Couper, Christopher J. Schneider, Conrad J. Hoskin en Covacevich in 2000 aan het geslacht Orraya toegewezen en is tegenwoordig de enige vertegenwoordiger van deze monotypische groep.
De geslachtsnaam betekent in het Morrobalama "oudere broer", een verwijzing naar de basale positie in de evolutionaire stamboom. De wetenschappelijke soortaanduiding occultus betekent 'verborgen'.

## Verspreiding en habitat
Orraya occultus komt endemisch voor in Australië, en alleen in de staat Queensland. De habitat bestaat uit vochtige tropische en subtropische laaglandbossen. De gekko heeft zich gespecialiseerd in het leven op granietrotsen, waar de kleur en tekening op zijn aangepast. De hagedis is aangetroffen op een hoogte van ongeveer 500 tot 824 meter boven zeeniveau.

## Uiterlijke kenmerken
De gekko bereikt een kopromplengte tot bijna elf centimeter exclusief de staart. De staart is zeer breed en blad-achtig en is voorzien van stekelachtige bultjes. Als de staart wordt afgeworpen groeit deze na verloop van tijd weer aan maar is dan ronder. Het lichaam en de kop en staart zijn sterk afgeplat, de insnoering tussen de kop en het lichaam is relatief zeer lang. De poten dragen klauwtjes maar hechtlamellen ontbreken, terwijl deze bij veel andere gekko's wel voorkomen.

## Beschermingsstatus
Door de internationale natuurbeschermingsorganisatie IUCN is de beschermingsstatus 'kwetsbaar' toegewezen (Vulnerable of VU).